# (10299) 1988 VS3
A (10299) 1988 VS3 a Naprendszer kisbolygóövében található aszteroida. Y. Oshima fedezte fel 1988. november 13-án.

## Kapcsolódó szócikk
- Kisbolygók listája (10001–10500)